# Xã Carlton, Quận Chicot, Arkansas
Xã Carlton (tiếng Anh: Carlton Township) là một xã thuộc quận Chicot, tiểu bang Arkansas, Hoa Kỳ. Năm 2010, dân số của xã này là 5.086 người.